# Japanse sierkers
De Japanse sierkers (Prunus serrulata), in Vlaanderen Japanse kerselaar genoemd, komt van nature voor in het gebergte van West-China, in Korea, in Japan, op het eiland Izu Oshima, het eiland Honshu en in het noordwesten van het eiland Hokkaido. Er zijn zeer veel verschillende cultivars voor aanplant in tuinen, straten, parken en plantsoenen. De cultivars worden vegetatief vermeerderd op zaailingen van Prunus avium of op de eveneens vegetatief vermeerderde onderstammen Prunus avium 'Colt' of MF 12/1.
Er zijn cultivars die een 6–8 m hoge boom vormen, maar er zijn er ook die alleen een 2–5 m hoge struik vormen. De bladeren zijn ongeveer 5 à 10 cm lang en hebben een genaalde of getande bladrand en een toegespitse top. Het jonge blad is bruinrood. Later krijgt de bovenzijde een groene en de onderzijde een blauwgroene kleur.
De boom of struik bloeit in Nederland eind april en begin mei met meestal gevulde bloemen. Er zijn echter ook cultivars met enkele en halfgevulde bloemen. Er ontstaan meestal geen vruchten. De Japanse sierkers vraagt een voedselrijke grond en veel vocht.
Wanneer in Japan Prunus serrulata begint te bloeien wordt er het Hanamifeest gevierd met picknicks tussen de bomen.

## Variëteiten
Bij de Japanse sierkers worden vier verschillende variëteiten onderscheiden:
- P. serrulata var. spontanae op Honshu,
- P. serrulata var. speciosa op Izu Oshima,
- P. serrulata var. pubescens in Hokkaido en Korea en
- P. serrulata var. hupehensis in West-China.

## Kweekvormen
Men onderscheidt de volgende cultivars:
- P. serrulata 'Amanogawa'
- P. serrulata 'Hokusai'
- P. serrulata 'Kiku-Shidare Sakura'

## Ziekten en plagen
De Japanse kers is gevoelig voor de gomziekte veroorzaakt door bacteriekanker (Pseudomonas syringae) en kan last hebben van een aantasting door de zwarte luis (Myzus cerasi).

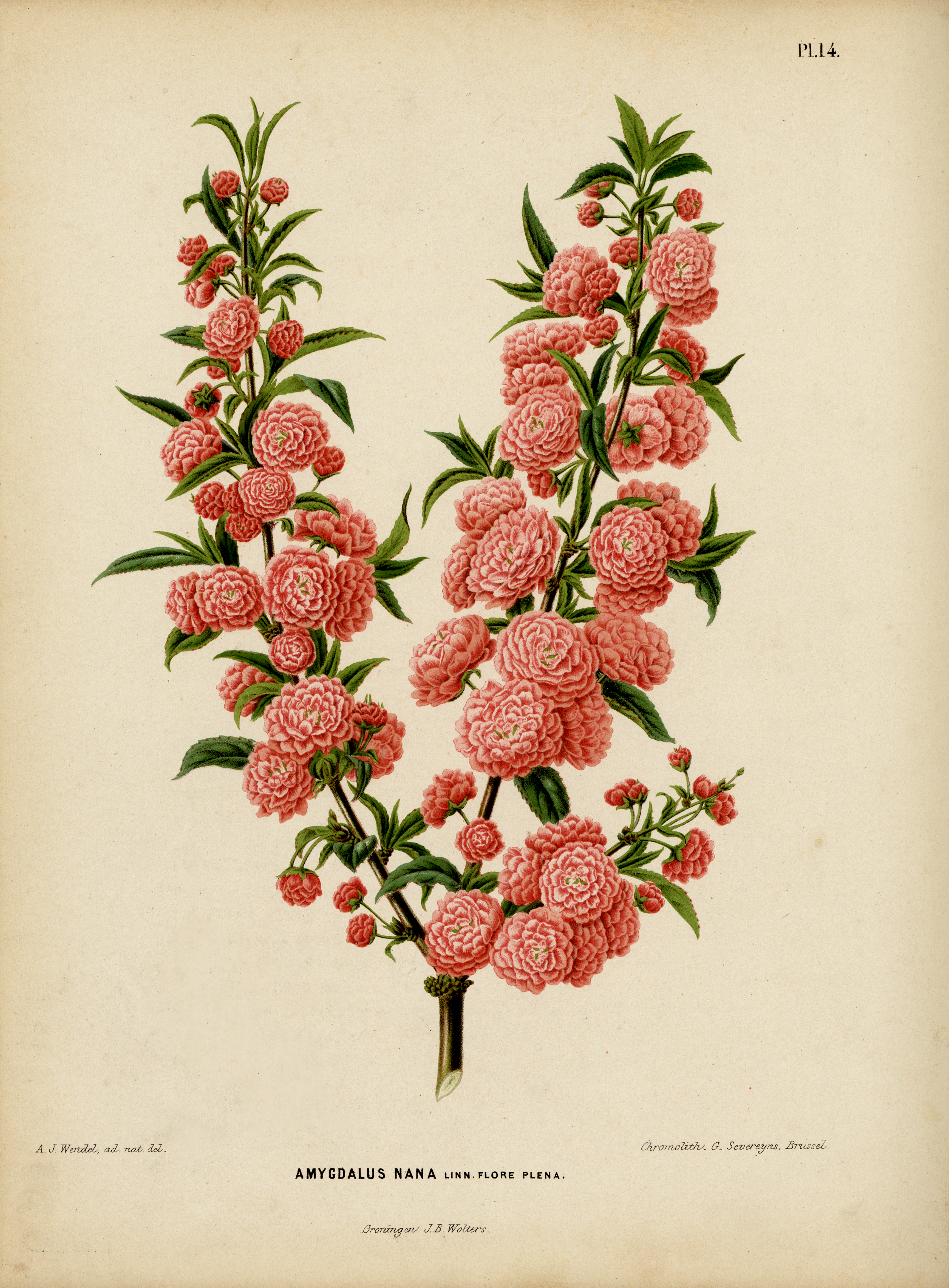
Afbeelding door Abraham Jacobus Wendel, (1868).
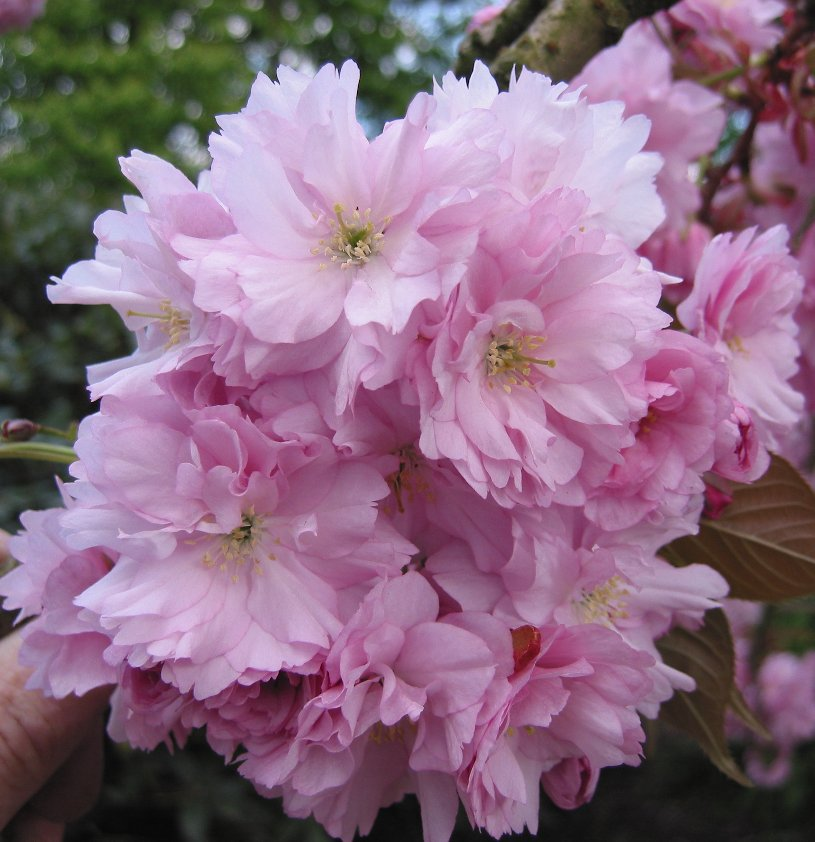
Japanse sierkers van het type 'Kanzan'
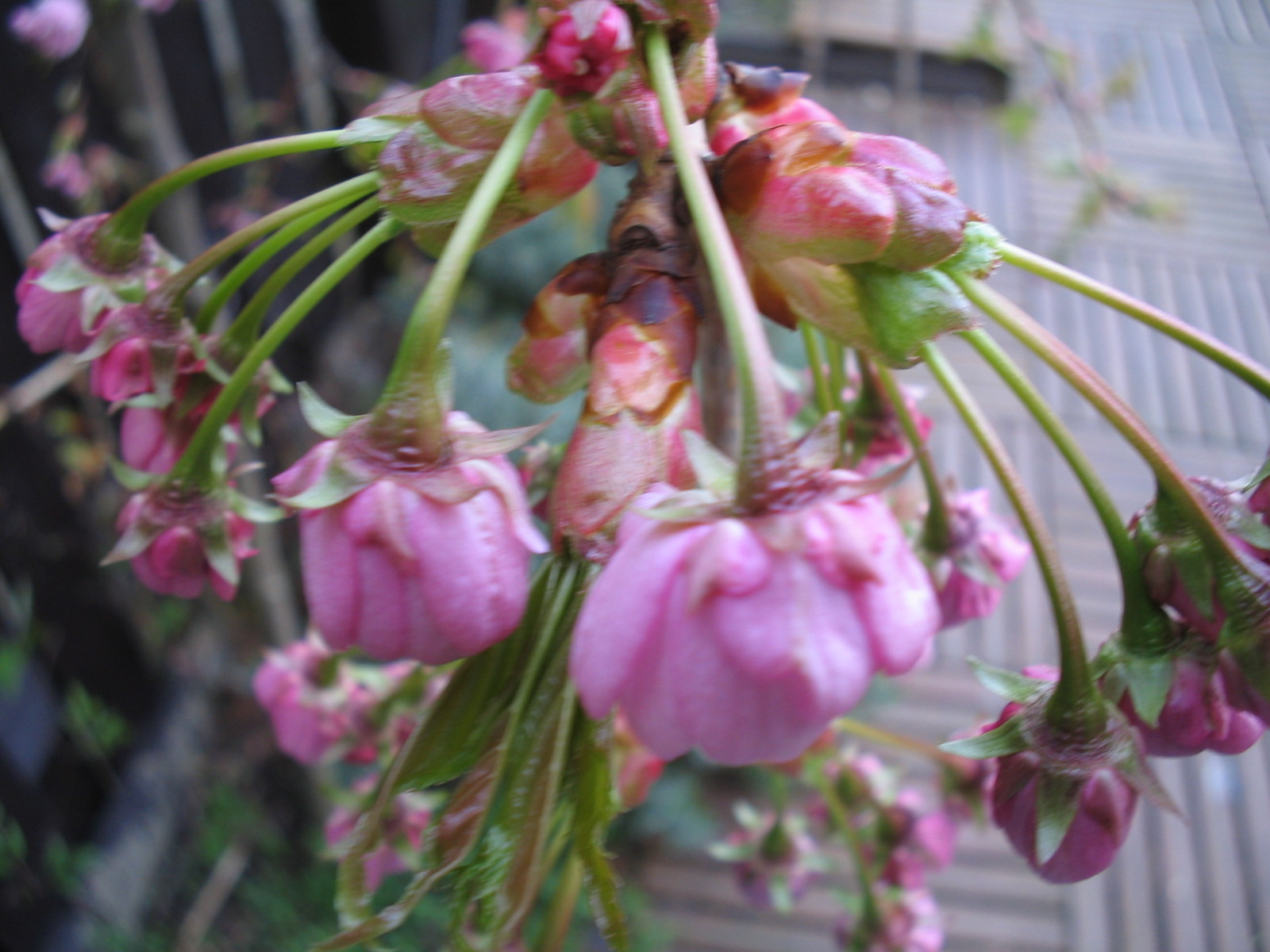
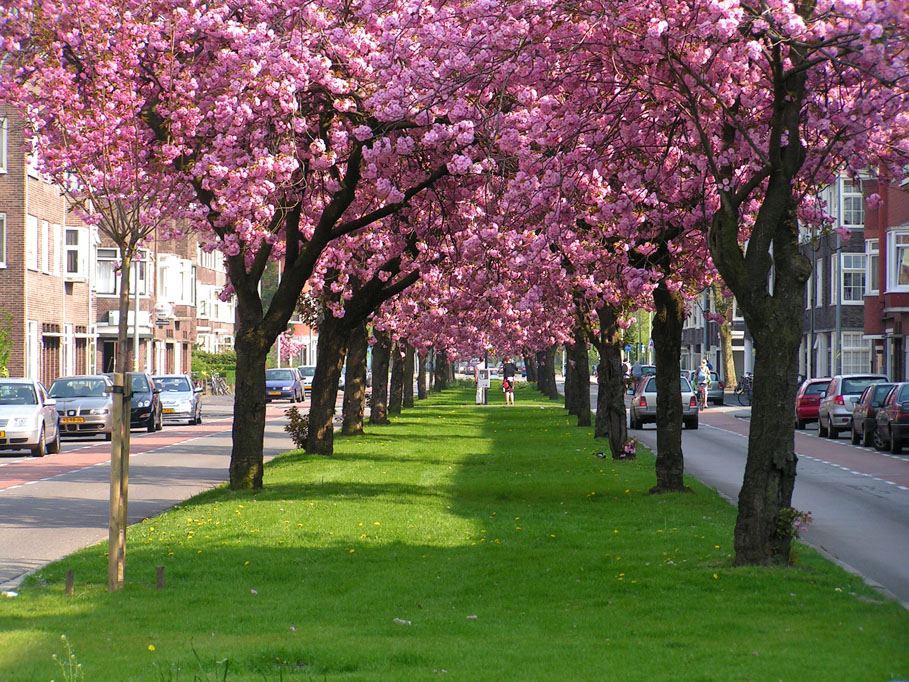
Japanse sierkers in bloei aan de Kapteynlaan in Groningen
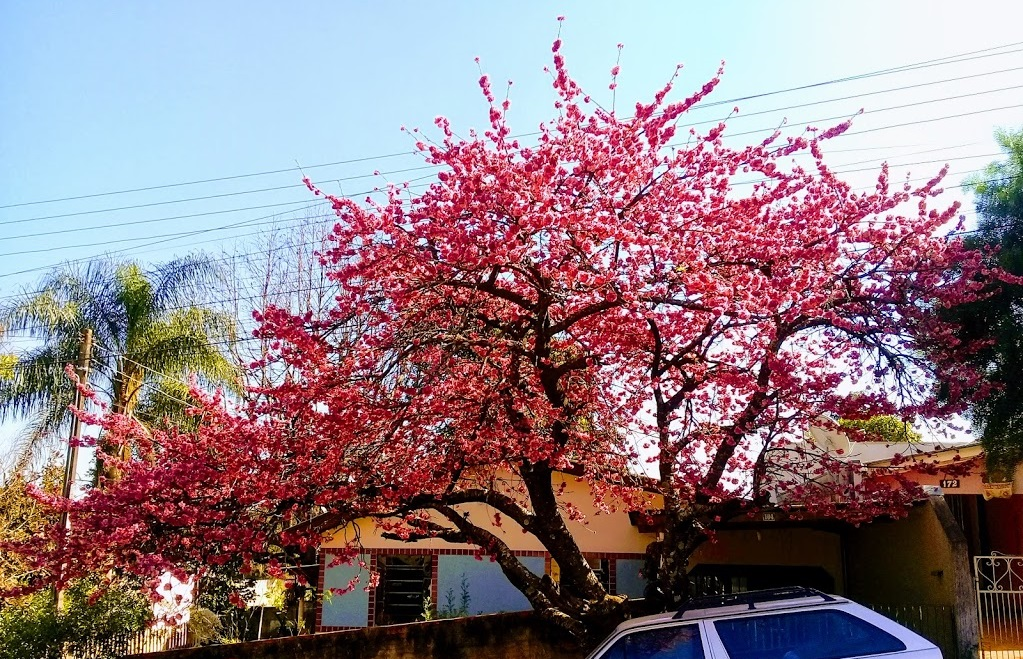
Prunus japonica in Ponta Grossa, Zuid-Brazilië